# 아타나길두스

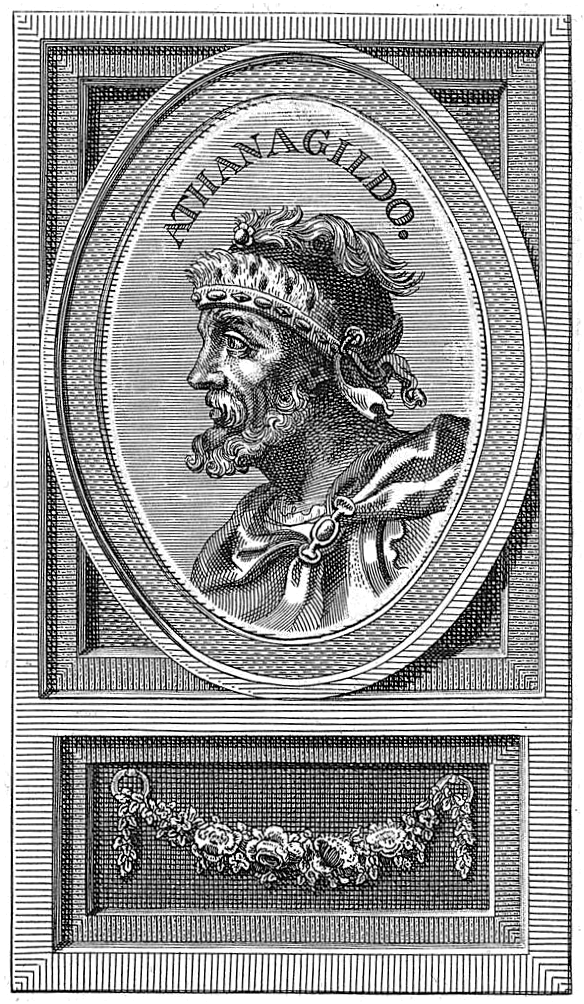
아타나길드

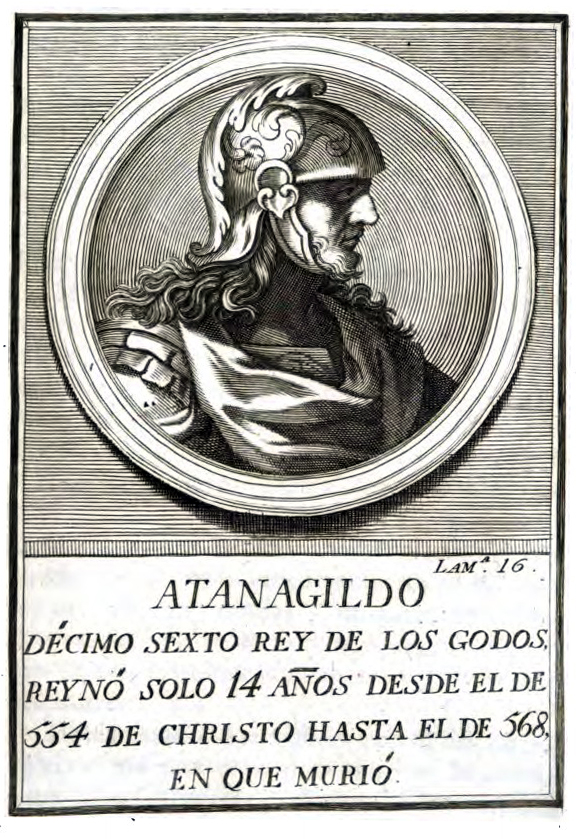
아타나길드

아타나길두스(Atanagildus, (? - 567년)는 서고트의 왕(554년–567년)이었다.
고이스빈타(Goiswintha)와 결혼하여 딸 브룬힐트와 갈스빈트를 두었다. 브룬힐트와 갈스빈트는 각각 메로빙거 왕조의 형제에게 시집갔는데, 브룬힐트는 아우스트라시아의 왕 시기베르투스 1세와, 갈스빈타는 네우스트리아의 왕 킬페리쿠스 1세에게 시집갔다. 시기베르투스 1세와 킬페리쿠스 1세는 프랑크 왕 클로타리우스 1세의 아들로, 이복 형제간이었다.

## 가족 관계
그의 두 외손녀 인군트 2세와 클로도신드 2세는 각각 그의 동생 레오비길드의 아들 헤르메네길두스와 레카르드 2세에게 각각 시집갔다.
- 왕후 : 고이스빈타(Goiswintha)
  - 브룬힐트
    - 사위 : 시기베르투스 1세
      - 외손자 : 킬데베르투스 2세
      - 외손녀 : 인군트 2세, 조카 헤르메네길두스와 결혼
      - 외손녀 : 클로도신드 2세(Clodoswintha, Princess of Austrasia), 조카 레카르드 1세(Reccared I)와 결혼

  - 갈스빈트
    - 사위 : 킬페리쿠스 1세
      - 외손 : 메로베우스 2세
- 동생 : 리우바 1세
- 동생 : 레오비길드
  - 조카 : 헤르메네길두스
  - 조카 : 레카르드 1세(Reccared I)